# Перелом (фільм, 2019)
«Перелом» — американський психологічний трилер 2019 року режисера Бреда Андерсона за сценарієм Алана Б. МакЕлроя. У головних ролях: Сем Вортінгтон, Лілі Рейб, Стівен Тоболовскі, Аджоа Андо та Люсі Капрі.
Світова прем'єра фільму відбулася на Fantastic Fest 22 вересня 2019 року. Він вийшов 11 жовтня 2019 року на Netflix.

## Сюжет
Рей Монро їде додому зі своєю дружиною Джоанн і дочкою Пері після візиту до батьків Джоан на День подяки. Рей і Джоан сперечаються про стан їхніх стосунків. У машині музичний пристрій Пері перестає працювати через розряджені батареї, і Рей каже їй, що купить батарейки на наступній заправці. Незабаром Пері каже, що їй потрібно скористатись туалетом, і тому вони зупиняються на заправці. Касир каже Рею, що вони беруть лише готівку, тому Рей відмовляється від купівлі батарейок, але, окрім кока-коли для Джоан і кави для себе, купує дві маленькі пляшки лікеру. Повернувшись до машини, він бреше Джоан, що в магазині не було акумуляторів. Пері не може знайти своє компактне дзеркало, тому Джоанн йде перевірити туалет, а Рей шукає його на задньому сидінні. Поки Рей відволікається, Пері починає блукати безлюдним будівельним майданчиком побачивши повітряну кулю, яка застрягла на арматурі. Їй загрожує бродячий собака і вона починає відступати до відкритої ями. Рей кидає камінь, щоб налякати собаку, але все одно Пері падає до ями. Рей, прагнучи схопити її за руку, також падає і б'ється головою. Він поступово оговтується і бачить засмучену Джоан, яка злізла до ями, щоб побачити чи травмувалася Пері. Після того, як у Рей прийшов до тями, він підхоплює Пері і вирішує доставити її з пораненою рукою до лікарні, яку вони проїхали за кілька миль перед тим.
Під час огляду в приймальному відділенні в подружжя запитують, чи готові вони, щоб Пері було занесено до реєстру донорів органів, але вони відмовляються. До Пері звертається лікар, який каже, що в неї зламана рука, і що він хоче, щоб їй зробили КТ на випадок, якщо вона отримає травму голови. Джоан супроводжує її до сканування в підвалі, а Рей засинає в зоні очікування.
Рей прокидається через кілька годин і запитує персонал лікарні, чи може він побачити свою дружину та дочку, але йому кажуть, що у них немає записів про них. Більшість лікарів пішли після закінчення зміни, а єдина медсестра, яка досі залишилася на робочому місці, сказала, що Рей прийшов один і його лікували від поранення голови. Рей нервується, його стримує охорона, і після того, як дали заспокійливе, його замикають у кімнаті. Він тікає і говорить з двома поліцейськими, які погоджуються провести розслідування.
Знайдено додаткові докази того, що родина Рея ніколи не була в лікарні; і його везе поліція та лікарняний психіатр на заправку. Також виявлено, що Рей був алкоголіком, який одужував, чия перша дружина Еббі померла разом з їхньою ненародженою дитиною вісім років тому. Вони знаходять у ямі велику пляму крові та намагаються заарештувати Рея за підозрою у вбивстві дружини та доньки. Він бере в офіцера пістолет і замикає всіх на заправці, перш ніж повернутися до лікарні. Він досягає підвалу, задушивши на смерть охоронця, і виявляє, що у Пері збираються забрати внутрішні органи. Він витягує її з операційної разом із Джоанн, яка вживає наркотики, стріляючи в лікаря, коли вони йдуть. Утім, з'ясовується, що його сім'я таки загинула в ямі; Пері від падіння і Джоанна після того, як Рей штовхнув її та вона вдарилася під час приземлення головою об виступаючий шматок арматури. Їхні тіла весь час перебували в багажнику автомобіля, а факт відвідування лікарні стало наслідком того, що психіка Рея намагалася заперечити реальність того, що сталося. На задньому сидінні без свідомості лежить важкохворий пацієнт, якого Рей витягнув з операції.

## Актори
- Сем Вортінгтон — Рей Монро
- Лілі Рейб — Джоан Монро
- Люсі Капрі — Пері Монро
- Аджоа Андо — лікар Джейкобс
- Стівен Тоболовськи — лікар Бертрам
- Лорен Кокрейн — офіцер Чилча
- Шейн Дін — офіцер Гріггс
- Кріс Сігурдсон — лікапр Лугадо
- Чад Брюс — охоронець Джефф
- Стефані Сі — медсестри Енно
- Дороті Керролл — медичка приймального відділення
- Ерік Атавале — лікар Брюс Волк

## Виробництво
У листопаді 2018 року Сем Вортінгтон підписав контракт на головну роль, а Бред Андерсон приєднався до режисури сценарію Алана Б. МакЕлроя, Пол Шифф, Ніл Едельштейн. Також Майк Макарі став продюсером фільму, а Netflix — дистриб'ютором. У грудні 2018 року до акторського складу приєдналися Лілі Рейб, Стівен Тоболовськи, Аджоа Андо та Люсі Капрі. Того місяця розпочалося виробництво.
Основне знімання фільму відбувалося у Вінніпезі провінції Манітоба, Канада, з листопада 2018 року по січень 2019 року.

## Реліз
Світова прем'єра фільму відбулася на Fantastic Fest 22 вересня 2019 року Він вийшов на Netflix 11 жовтня 2019 року.

## Оцінка фільму
На веб-сайті агрегатора рецензій Rotten Tomatoes фільм має рейтинг схвалення 59 % на основі 29 оглядів із середнім рейтингом 5.7/10 . Критичний консенсус веб-сайту звучить так: «Завдяки захопливій грі Сема Вортінгтона, „Перелом“ — це досить дивовижна таємниця з достатньою гостротою, щоб компенсувати знайому історію». На Metacritic фільм має середньозважену оцінку 36 зі 100 на основі 5 критиків, що вказує на «загалом несприятливі відгуки».